# Перженьга
Перженьга — река в России, протекает в Вологодском районе Вологодской области. Устье реки находится в 76 км по правому берегу реки Вологда. Длина реки составляет 11 км.
Исток Перженьги находится к востоку от деревни Сычево (Старосельское сельское поселение) и в 29 км к северо-западу от Вологды.
Генеральное направление течения — северо-восток, крупных притоков — нет. Близ устья реки находится деревня Комарово. Перженьга впадает в Вологду 12 километрами выше села Молочное.

## Данные водного реестра
По данным государственного водного реестра России относится к Двинско-Печорскому бассейновому округу, водохозяйственный участок реки — Северная Двина от начала реки до впадения реки Вычегда, без рек Юг и Сухона (от истока до Кубенского гидроузла), речной подбассейн реки — Сухона. Речной бассейн реки — Северная Двина.
По данным геоинформационной системы водохозяйственного районирования территории РФ, подготовленной Федеральным агентством водных ресурсов:
- Код водного объекта в государственном водном реестре — 03020100312103000006394
- Код по гидрологической изученности (ГИ) — 103000639
- Код бассейна — 03.02.01.003
- Номер тома по ГИ — 03
- Выпуск по ГИ — 0